# Anxhela Peristeri
Anxhela Peristeri (Korça, 1986. március 24. –) albán énekesnő. Ő képviseli Albániát a 2021-es Eurovíziós Dalfesztiválon, Rotterdamban, a Karma című dallal.

## Magánélete
Anxhela 1986. március 24-én született ortodox keresztény családba Albániában. A gimnázium elvégzése után családjával Görögországba költöztek, ahol albán származása miatt rasszizmus és diszkrimináció érte. 2001-ben indult a Miss Universe Albania címért.

## Zenei karrierje
2001 decemberében részt vett volna a Festivali i Këngësban Vetëm ty të kam című dalával. 2016-ban debütált a Kënga Magjike című albán zenei műsorban Genjeshtar című dalával, amellyel a második helyen végzett, majd 2017-ben sikerült megnyernie a dalversenyt E Çmendur dalával.
2019-ben ismét indult a megmérettetésen és a harmadik helyet érte el Dikush i imi című dalával. Májusban tagja volt az Eurovíziós Dalfesztivál albán szakmai zsűrijének.
2020. október 28-án az RTSH bejelentette a 2020-as Festivali i Këngës résztvevőit, akik közt Anxhela is szerepelt Karma című dalával. December 23-án megnyerte a zenei rendezvényt, ezzel elnyerte a jogot, hogy képviselje Albániát a 2021-es Eurovíziós Dalfesztiválon, Rotterdamban.

## Diszkográfia

### Kislemezek
- Vetëm ty të kam (2001)
- Genjeshtar (2016)
- Qesh (2017)
- I Joti (2017)
- E Çmendur (2017)
- Shpirti ma di (2018)
- Pa Mua (2018)
- Maraz (2019)
- Shpirt I Bukur (2019)
- Dikush I imi (2020)
- Dashni (2020)
- Lujta (2020)
- Karma (2020)

### Közreműködések
- Bye Bye (2015, Marcus Marchado)
- Ska Si Ne (2015, Aurel, Blerina & Erik Lloshi)
- Llokum (2016, Gold Ag & Labi)
- Insanely in Love (2018, Kastriot Tusha)
- Fiksim (2019, Gold Ag)
- Ata (2020, Sinan Vllasaliu)